# Sainte-Ode
Sainte-Ode (wa. Sinte-Oude) – miejscowość i gmina w Belgii, w Regionie Walońskim, w prowincji Luksemburg, w okręgu Bastogne. 1 stycznia 2024 roku liczyła 2720 mieszkańców.

## Podział administracyjny
W skład gminy wchodzą dwie dzielnice (section):
- Amberloup
- Tillet